# Pterois radiata
Espèce
La rascasse à nageoires blanches (Pterois radiata) est un poisson de la famille des Scorpaenidae et possède de fins rayons venimeux blancs. 
Il mesure jusqu'à 24 cm. 
Comme la majorité des rascasses, le Pterois radiata inflige à qui le touche une piqûre douloureuse à l'aide des rayons durs de sa nageoire dorsale (qu'il utilise seulement pour se défendre). Comme beaucoup d'autres Pterois, il chasse en se rapprochant de sa proie et la gobe en lui bondissant dessus et en l'aspirant très rapidement. C'est un prédateur redoutable qui chasse tout ce qui est plus petit que lui. Il sait très bien se défendre des éventuels prédateurs (ex: raies, requins...), il se laisse avaler et à l'intérieur de la bouche du prédateur, il déploie ses aiguillons empoisonnés obligeant le prédateur à le recracher.

## Habitat
Il vit dans les récifs coralliens de l'océan Indien, du Pacifique Sud et de la mer Rouge.

## Alimentation
La rascasse à nageoires blanches est une carnivore, elle mange crevettes et poissons vivants.

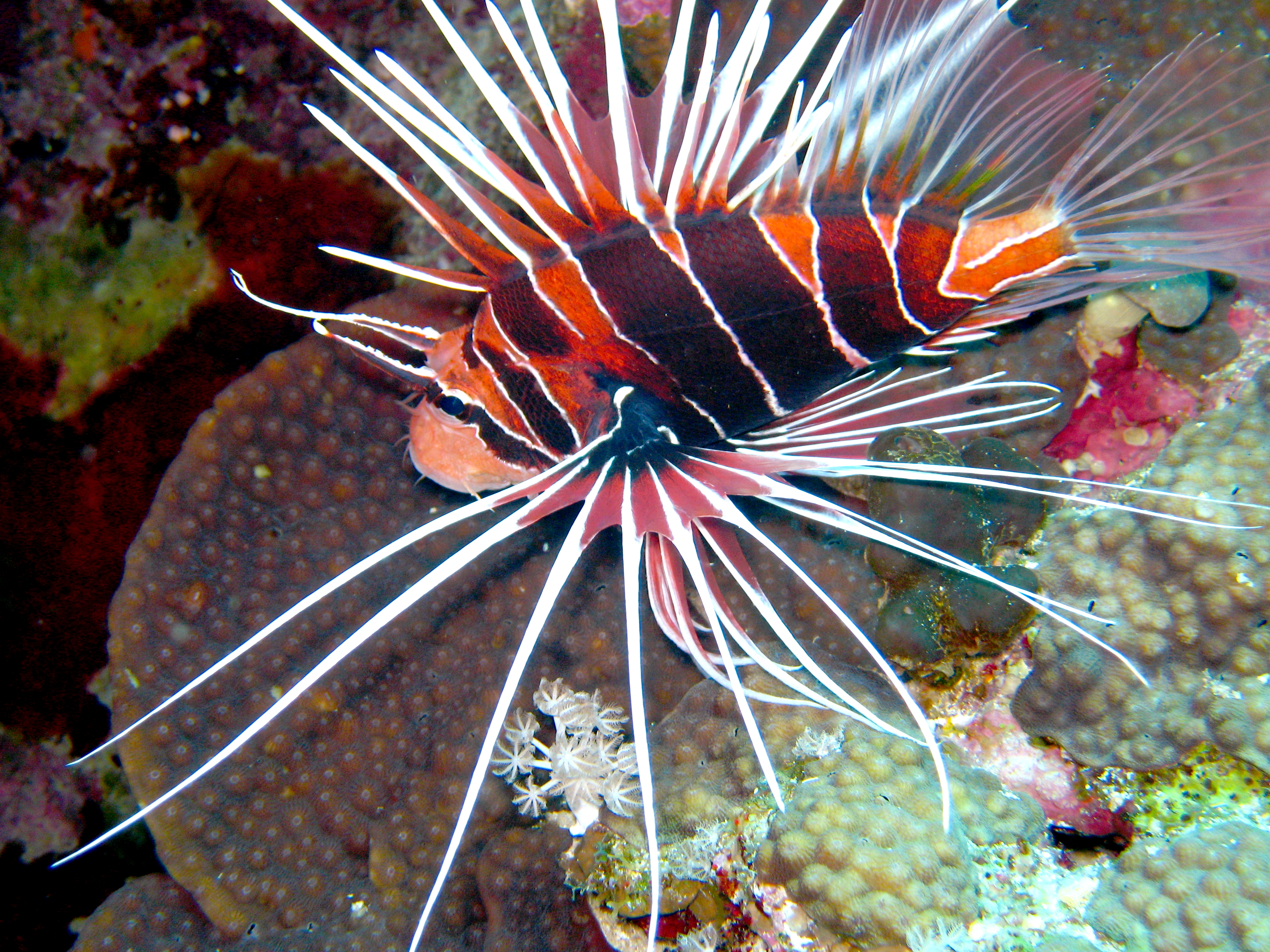
Rascasse à nageoires blanches à Port Ghalib (mer Rouge).
Rascasse à nageoires blanches (Oman).